# Sérgio Gonçalves
Sérgio Gonçalves da Silva (Barbosa Ferraz, 28 de maio de 1974) é um administrador e político brasileiro, filiado ao União Brasil (UNIÃO). É o atual vice-governador de Rondônia.

## Política
Nas eleições de 2022, foi eleito vice-governador de Rondônia na chapa de Marcos Rocha com 458.370 votos (52,47%).

## Desempenho Eleitoral
| Ano  | Eleição               | Partido | Cargo           | Votos   | %      | Resultado | Ref   |
| ---- | --------------------- | ------- | --------------- | ------- | ------ | --------- | ----- |
| 2022 | Estaduais em Rondônia | UNIÃO   | Vice-governador | 458.370 | 52,47% | Eleito    | [ 3 ] |